# Камень (гора)
Камень — гора в Красноярском крае России, имеющая высоту 1701 м. Расположена на границе Таймырского Долгано-Ненецкого и Эвенкийского районов.
Гора считается высочайшей точкой плато Путорана и Среднесибирского плоскогорья. На старых картах высота горы и всего плато существенно занижена. Недалеко от этой горы берут своё начало реки Хета и Котуй.
Гора была исследована в 1971—1972 годах экспедицией Института географии АН СССР. Суммарная мощность траппов нижнего триаса в самой высокой точке горы Камень достигает 2700 м.